# 習總書記的初心

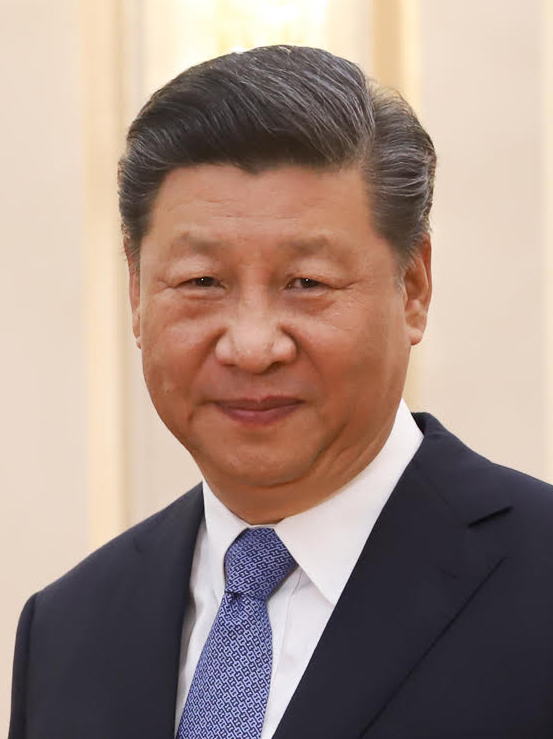
中共中央總書記习近平

《習總書記的初心》是中國中央電視台在2017年播放的短篇紀錄片，共三集，分為《梁家河篇》、《正定篇》和《寧德篇》，內容記錄中國共產黨中央委員會總書記習近平年青時的生活和工作經歷。其中《梁家河篇》講述習近平在文化大革命期間在陝西省梁家河村插隊當知識青年的生活經歷，而《正定篇》講述習近平在河北省正定縣擔任黨委副書記和黨委書記時期，《寧德篇》則講述習近平在福建省宁德地区擔任黨委書記的工作經歷。
「初心」一詞源自習近平在2016年中國共產黨建黨95周年紀念大會上的講話，他提出「不忘初心、繼續前進」。外界認為，《習總書記的初心》是2017年中國共產黨第十九次全國代表大會（中共十九大）前夕，中華人民共和國官方媒體為習近平的核心地位做宣傳和造勢，是其形象工程的一部分。外界預計，習近平除了會在中共十九大後連任總書記、繼續擔任最高領導人外，還會像前任江澤民和胡錦濤那樣將其指導思想寫進《黨章》裡。

## 重大爭議
第一集「梁家河篇」中有習近平於2003年11月出任中共浙江省委書記時，接受央視《東方時空》節目專訪的片段。習在片中回憶：「下雨刮風在窯洞裏鍘草，晚上跟着看牲口，還要去放羊，什麼活都幹，到後來扛200斤麥子，十里山路不換肩。」由於習的說法有違常理，中國200市斤等於100公斤，10里等於5公里，汗水都不留一滴，引起蘋果日報和美國之音等媒體好奇，在中国境内的网络平台上，如微博、微信、百度贴吧等，除了官方说法外，异议寥寥无几。。